# MDPEP
MDPEP，也称为MD-PV8、MDPHPP，化学名：1-[3,4-(亚甲二氧基)苯基]-2-(N-吡咯烷基)-1-庚酮，是一种含氮有机化合物，化学式C
18H
25NO
3，属于卡西酮衍生物，与MDPV、MDPHP是同系物，2019年首次在瑞典的黑市上发现。